# Wye Valley
Wye Valley är en community i Storbritannien.  Den ligger i kommunen Monmouthshire och riksdelen Wales, i den södra delen av landet, 180 km väster om huvudstaden London.
Fram till den 4 maj 2022 hette communityn Tintern efter den största orten inom communityn.